# ケトプロフェン
ケトプロフェン（ketoprofen）とは、抗炎症作用、鎮痛作用を有する、プロピオン酸系の酸性非ステロイド性抗炎症薬の一種で、2-(3-ベンゾイルフェニル)プロピオン酸のことである。分子内に1つキラル中心を持っているものの、医薬品として使用する際、この鏡像異性体は分離されず、ラセミ体が用いられている。商品名モーラス。

## 医薬品
ケトプロフェンは他の非ステロイド性抗炎症薬と同様に、シクロオキシゲナーゼを阻害することによって、生体でのプロスタグランジン類の産生を抑制する。主作用は、プロスタグランジン類の中でも、特にプロスタグランジンE2の産生を抑制することによる。これによって、痛みの閾値が下がらないように（痛みを感じやすくならないように）し、また毛細血管が拡張して炎症を助長することの無いようにしている。しかし、プロスタグランジン類には例えば胃の粘膜保護など他の作用もあり、その作用まで抑制してしまうための副作用も起こり得るなど、副作用についても他の非ステロイド性抗炎症薬と共通点も多い。ただし、ケトプロフェンの場合は、それらの副作用に加えて、特に光線過敏症が起こりやすいことで知られており、注意が必要である。ケトプロフェン使用中はもちろんのこと、使用後も暫くは紫外線を避けることが望ましい。ケトプロフェンは1967年にフランスのローヌ・プーラン社（現 サノフィ・アベンティス社）で合成され、内服薬(日本では販売中止)の他、軟膏剤、ゲル剤、クリーム剤、液剤（セクター®ローション:久光製薬）、パップ剤（モーラス®）、テープ剤、注射剤（カピステン®:キッセイ薬品工業）等の様々な剤形で販売されている。過去には日本でも一般用医薬品としても多く販売されていたものの、光線過敏症が起こるなどの理由で一般用にはほとんど販売されなくなり、現在一般用医薬品として販売されているのは、テイコクファルマケア（帝國製薬グループ）から発売されている冷感タイプのパップ剤「オムニードケトプロフェンパップ」のみである。なお、ケトプロフェンは他の非ステロイド性抗炎症薬と同様に炎症や痛みの原因を治療する薬剤ではなく、あくまでこれらを抑える作用が存在するだけである。ちなみに、ケトプロフェンは腎排泄型の薬物として知られている。

## 性質
純粋なケトプロフェンは、白色の結晶である。メタノールにはよく溶け、エタノールやアセトンにも溶ける。しかし、水にはほとんど溶けず、低pHにおいては分子のほとんどが電離していないカルボン酸形を取るため、水への溶解度はさらに低下する。なお、融点は94 ℃から97 ℃付近である。

## 構造
ケトプロフェンは、プロピオン酸系の非ステロイド性抗炎症薬と説明されることから明らかなように、プロピオン酸の誘導体である。それと同時に、ケトプロフェンはベンゾフェノンの誘導体でもあり、このベンゾフェノンの3位の炭素に、プロピオン酸が2位で結合した構造をしている。なお、プロピオン酸の2位の炭素は不斉炭素である。

### ベンゾフェノン誘導体との関係
ベンゾフェノンは、その構造中にベンゼン環を持つことから紫外線を吸収する。同じベンゾフェノン誘導体の、例えばオキシベンゾンやジオキシベンゾンは日焼け防止のための薬品（紫外線吸収剤）として用いられることがある。このオキシベンゾンなどに過敏症である者は、構造が似ているケトプロフェンにも過敏症をきたす可能性があるため、つまり交差感作が発生する可能性があるので、ケトプロフェンの使用は禁忌とされている。

### その他の類似化合物との関係
ケトプロフェンとはやや構造が異なるものの、比較的構造が似ていて、上記のベンゾフェノン誘導体と同じく紫外線吸収剤などとして用いられることがあるオクトクリレンに至っては、ケトプロフェンと同時に感作されていた場合、光線過敏症発症の危険性がより高まるとして注意が呼びかけられている。

## ウマや他の動物での使用
ケトプロフェンはウマや他のウマ科動物で一般的に使用される非ステロイド性抗炎症薬、解熱薬、鎮痛薬としても知られる。この他、ケトプロフェンは小動物での外科手術における鎮痛薬としても使用される。